# Bobby Andonov
Bobby Andonov (makedonsko Боби Андонов), znan pod umetniškim imenom BOBI, avstralsko-makedonski pevec, tekstopisec in producent *28. avgust 1994

## Zgodnje življenje
Bobby Andonov se je rodil 28. avgusta 1994 v Melbournu v Avstraliji, staršema Makedoncema iz Strumice v Makedoniji. Nastopa že od svoje šestega leta, ko je v domačem Melbournu začel plesati in peti. V Severni Makedoniji je živel od 13. do 15. leta.

## Glasbena kariera
Andonov je 13 letih zastopal Severno Makedonijo na mladinski pesmi Evrovizije 2008 na Cipru. Od 15 sodelojočih držav se je s pesmijo »Prati Mi SMS« uvrstil na peto mesto, kar je vodilo evropsko turnejo po Balkanu. Leta 2010 se je Andonov pri 15 letih prijavil na Australia's Got Talent, kjer se je po upešni avdiciji in polfinalu uvrstil v finale.
Novembra 2015 je Andonov podpisal pogodbo s Hollywood Records in se preselil v Los Angeles. 20. oktobra 2017 je izdal svoj debitantski single »Apartment«, za katerega je posnel tudi videospot.

## Diskografija

### Pesmi
- »Apartment« (2017)
- »Faithful« (2018)
- »Smoke« (s Son Lux leta 2018)